# 板仓失考墓
板仓失考墓位于江苏省南京市玄武区板仓解放军某部营区，是一处墓主失考的明功臣墓。以板仓失考墓石刻之名被列入南京市文物保护单位。
明初，在钟山之阳建孝陵，钟山之阴的诸多明功臣墓被视为孝陵陪葬墓。今玄武区内有十余座明初功臣墓。其中，板仓街附近的徐达墓、吴祯墓等六座功臣墓随明孝陵列入全国重点文物保护单位和世界文化遗产。此墓与常遇春墓在道路同一侧，与徐达墓、李文忠墓相对。《金陵晚报》、2005年报道中，有自称为常遇春后人的女士据长辈传说、以及此墓分布位置，推测为胡大海墓。
此墓石像生留存情况不详。有作者列出板仓某明功臣墓留存石马二件、马夫（武官）二件、石羊二件、石虎二件、武将二件。与国公吴祯墓、吴良墓石像生留存数量相类:36。未知该处石像生所在是板仓失考墓，还是板仓墓地。

## 备注
1. ↑  南京市玄武区境内的板仓一名，可指板仓村、板仓街、板仓街道。